# Mappatura statistica parametrica
La mappatura statistica parametrica (SPM dall'inglese Statistical Parametric Mapping) è una tecnica statistica per l'analisi dei dati funzionali di risonanza magnetica. Il nome inglese indica anche uno specifico software che la realizza. Originariamente sviluppato da Karl Friston (Wellcome Department of Imaging Neuroscience di Londra) per le immagini PET, la sua prima distribuzione (SPM classic) risale al 1991 e nasce dall'esigenza di promuovere la collaborazione e un comune schema di analisi fra differenti laboratori. La versione SPM94 è stata la prima maggiore revisione del software. Essa è stata scritta principalmente da Karl Friston nell'estate del 1994 con il supporto teorico e tecnico fornito da John Ashburner, John Heather, Andrew Holmes e Jean-Baptiste Poline. SPM95, 96, 99 e SPM2 sono basati sull'SPM94 e rappresentano avanzamenti teorici e tecnici sempre in fase di aggiornamento. 

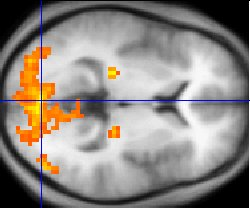
Area di attivazione alla fMRI, mostrata come una toppa colorata alla scansione di risonanza magnetica

## Versioni
- SPM5 è la versione più consigliata. Molto collaudata, presenta indubbi vantaggi nel riconoscimento degli artefatti nella segmentazione (SPM2 può introdurre gravi errori nelle immagini mosse o con qualche strano artefatto, come da movimenti oculari o da cure dentarie in metallo, ad esempio può classificare l'umor vitreo come liquor cefalorachidiano e commettere altri errori grossolani che forniscono valori della sostanza bianca, grigia e liquor davvero molto errati).
- SPM8 è la versione del 2009. Ha alcune limitazioni, necessita delle versioni di MATLAB, dalla 7.4 alla 7.11 che sono posteriori al 2007.
- SPM12 è la versione corrente in aprile 2021.

## L'approccio alla mappatura statistica parametrica

### Unità di misura
Il sistema di rappresentazione visiva delle funzioni neuronali (in inglese: 'Functional neuroimaging'), è un tipo di 'scanning cerebrale', che comporta la misura dell'attività cerebrale. La tecnica specifica utilizzata per misurare l'attività cerebrale dipende dalla tecnologia di imaging usata (ad esempio vedi fMRI e PET). A prescindere
da quale tecnologia viene usata, lo scanner produce una 'mappa' dell'area sottoposta a scansione che viene rappresentata sotto forma di voxel. Ogni voxel tipicamente rappresenta l'attività di una determinata coordinata nello spazio tridimensionale. L'esatta dimensione di un voxel varierà dipendendo dalla tecnologia utilizzata, anche se tipicamente i voxel della fMRI rappresentano un volume di 27 mm3 (un cubo con facce di 9 mm2 con spigoli di 3mm).
Attualmente, nelle macchine più moderne, la risoluzione delle immagini RMN è attorno a 1 mm2, e sono il frutto della rielaborazione di 256 x 256 x 256 voxel tridimensionali da 1 mm3. Dunque ogni immagine corrisponde all'incirca alla rappresentazione di un quadrato di circa 25,6 cm per lato.

### Disegno sperimentale
I ricercatori sono spesso interessati nell'esame dell'attività cerebrale connessa ad alcuni processi psicologici specifici. Uno tra i vari approcci sperimentali a questo problema comporta il chiedersi la questione 'quali aree del cervello sono significativamente più attive quando una persona esegue il compito A rispetto alla funzione B?'. Anche se ogni compito potesse essere progettato per essere identico, ad eccezione dell'aspetto del comportamento che viene investigato, molto probabilmente il cervello mostrerà cambiamenti nell'attività tra due compiti a causa di fattori diversi rispetto alla semplice differenza tra due compiti (Dal momento che la caratteristica principale del cervello è quella di coordinare un'intera gamma di funzioni parallele che non sono strettamente correlate al compito sperimentale). Inoltre, il segnale potrebbe contenere una certa quantità di "rumore informatico" ("noise") derivato dalle caratteristiche intrinseche del processo di imaging.
Per aggiustare questi effetti dovuti al caso ("random effects"), ed evidenziare le aree di attività legate specificamente al processo in esame, vengono impiegati metodi statistici (curve di Gauss, teorema di Bayes) per investigare le differenze più significative che si sovrappongono o stanno oltre l'attività cerebrale di sfondo. Questo comporta un processo a più stadi per preparare i dati, ed in seguito analizzarli usando un metodo statistico noto come il modello generale lineare.

### Pre-elaborazione dell'immagine
Le immagini fornite dallo scanner cerebrale potrebbero necessitare di una pre-elaborazione (ad esempio eseguita con MRIcro, per collocarle assialmente), prima di poter eseguire qualsiasi confronto statistico, per così poter rimuovere il rumore elettronico oppure per correggere eventuali errori di campionamento.
Di solito in uno studio accurato il soggetto viene sottoposto a scansione varie volte. Per tenere conto del movimento della testa tra successive scansioni, le immagini in genere vengono modificate elettronicamente con algoritmi particolari, in modo che i voxel nelle immagini corrispondano (approssimativamente) alla stessa localizzazione esatta nel cervello. Questo processo viene denominato in inglese realignment (ri-allineamento) oppure motion correction (correzione del movimento, in inglese "image realignment").
I protocolli di studio di neuroimaging funzionale abitualmente coinvolgono la scelta di diversi soggetti da studiare (accomunati dalla stessa malattia o dal fatto di essere certificati come "soggetti di controllo" normali), che avranno sempre qualche lieve differenza nella forma e organizzazione del cervello. Avranno tutti la stessa anatomia complessiva, ma vi saranno alcune differenze minori nella dimensione del cervello, variazioni individuali nella topografia delle circonvoluzioni e dei solchi della corteccia cerebrale, e differenze morfologiche (anche massicce) in strutture profonde come il corpo calloso.
Per aiutare il confronto, le immagini in 3D di ogni cervello vengono trasformate in modo che le strutture superficiali rimangano allineate, un processo noto come normalizzazione spaziale. Questo tipo di normalizzazione tipicamente comporta non soltanto la traslazione e la rotazione, ma anche la riduzione ad una scala comune e la "ripiegatura non-lineare" (in inglese "nonlinear warping") della superficie del cervello in modo da ottenere o di combaciarsi rispetto ad una tipologia comune ("standard template"). Spesso vengono utilizzate mappe cerebrali standard come quella fornita dal Tallairach-Tournoux oppure prototipi del Montréal Neurological Institute (MNI) che spesso permettono a ricercatori di tutto il mondo di comparare i loro risultati.
A fini statistici, le immagini subiscono spesso un processo di smerigliatura o sfumatura, (simile all'effetto 'blur', disponibile in alcuni software per la modifica delle immagini) che consiste nell'eseguire una media ("averaging") di voxel vicini, tipicamente utilizzando un filtro a curva gaussiana oppure tramite l'impiego della trasformazione a funzione d'onda ("wavelet"), per rendere i dati meno soggetti ad artefatto da variabilità di campionatura ("noise").

### Confronto statistico
I modelli di statistica parametrica vengono assunti per ogni voxel, utilizzando il modello generale lineare per descrivere la variabilità dei dati in termini di effetti sperimentali spesso generanti confusioni, e la variabilità residua. Le ipotesi vengono espresse in termini di parametri di modello stabiliti per ogni voxel come statistiche univarianti.
Si possono condurre analisi anche per esaminare le differenze di una serie nel tempo (ad esempio per determinare le correlazioni tra la variabile di un compito e l'attività del cervello in una certa area) utilizzando modelli lineari di convoluzione che spiegano come il segnale misurato venga causato da cambiamenti sottostanti nell'attività neurale.
Dal momento che vengono eseguiti molti test statistici in sequenza, debbono essere apportate correzioni per controllare i "falsi positivi" (errore di primo tipo) potenzialmente causati dal confronto dei livelli di attività su di un grande numero di voxel. In questo caso, un errore di tipo I implica che si classifica falsamente l'attività di cerebrale di sottofondo come attività relativa al compito. Debbono essere fatte delle correzioni, basandosi sul numero di resels nell'immagine e basandosi sulla teoria dei campi casuali continui (random fields), allo scopo di stabilire un nuovo criterio di significatività statistica che si aggiunti al problema del multiple comparisons.

### Rappresentazioni grafiche
Le differenze nella attività cerebrale misurata possono essere rappresentati in un certo numero di modi.
Più semplicemente, possono essere presentate come una tabella, che all'ascissa e ordinata ha coordinate che mostrano le differenze più significative nell'attività tra i compiti. Comunque, le differenze nell'attività cerebrale sono più spesso mostrate come pezze di colore all'interno di una 'fetta' di cervello ottenuta dalla scansione in risonanza magnetica, con i colori che rappresentano la posizione di voxels che hanno mostrato differenze statisticamente significative tra le varie condizioni. Il gradiente di falsi colori viene mappato in base a valori statistici, come i valori di t oppure gli z-scores. Questo crea una rappresentazione intuitiva e visivamente gradevole che delinea la forza statistica relativa di una determinata area di attivazione. Recentemente è stato proposto una visualizzazione alternativa, nella  pagina web di Matthias Reimold (archiviato dall'url originale il 26 aprile 2009), che mostra l'attività di base e combina la differenza tra la mappa statistica e la mappa dell'attività di base del cervello (o, parlando genericamente, combina il contrasto di base) ed attribuisce codici di colore all'attività di base.
Le differenze nell'attività possono anche essere messe in evidenza grazie al 'cervello di vetro' (in inglese 'glass brain'), una rappresentazione delle principali caratteristiche del cervello (solchi, lobi) che si serve di tre punti di vista e sottolineature dei bordi come se fosse un contenitore trasparente in vetro, contenente aree colorate (simile al cristallo di Murano). Soltanto le aree di attivazione sono visualizzate come aree di ombreggiatura o colore. Questo si ritiene utile come mezzo per fornire un riassunto rapido dell'area totale di cambiamenti significativi in un determinato confronto statistico.